# Habenaria cogniauxiana
Habenaria cogniauxiana är en orkidéart som beskrevs av Friedrich Fritz Wilhelm Ludwig Kraenzlin. Habenaria cogniauxiana ingår i släktet Habenaria och familjen orkidéer.
Artens utbredningsområde är Ecuador. Inga underarter finns listade i Catalogue of Life.